# Čerňovice, Plzeň-sever
Čerňovice là một làng thuộc huyện Plzeň-Bắc (huyện), vùng Plzeňský, Cộng hòa Séc.